# Kajsa Kling
Kajsa Britta Kling, née le 25 décembre 1988 à Åre (Suède) est une skieuse alpine suédoise, désormais retraitée.

## Biographie
C'est le 13 janvier 2007 que Kajsa Kling prend le départ de sa première manche de Coupe du monde, à Altenmarkt-Zauchensee. Âgée de 18 ans, elle est présente pour préparer les Championnats du monde de ski alpin, qui se déroulent chez elle, à Åre. Le 14 décembre 2013, elle monte pour la première fois sur un podium de Coupe du monde, avec une deuxième place lors du super G de St. Moritz, en Suisse. Elle participe aux Jeux olympiques d'hiver de 2010 et de 2014, où elle obtient son meilleur résultat : 18e sur le slalom géant. Aux Championnats du monde 2015, elle est notamment huitième du super G. En décembre 2016, elle enregistre son deuxième et dernier podium en se classant troisième de la descente de Lake Louise.
Après une saison de break pour soigner une dépression, Kajsa Kling annonce mettre un terme à sa carrière le 7 août 2018, à l'âge de 29 ans.

## Palmarès

### Jeux olympiques
| Épreuve / Édition | Vancouver 2010 | Sotchi 2014 |
| Descente          | 26e            | 23e         |
| Super G           | 26e            | Abandon     |
| Slalom géant      | 26e            | 18e         |

### Championnats du monde
| Épreuve / Édition | Åre 2007 | Beaver Creek 2015 | Saint-Moritz 2017 |
| Descente          | Abandon  | 18e               | 17e               |
| Super G           | Abandon  | 8e                | Abandon           |
| Slalom géant      |          |                   | 24e               |

### Coupe du monde
- Meilleur classement général : 15e en 2014.
- 2 podiums.

#### Différents classements en Coupe du monde
| Année/Classement | Année/Classement | Général | Général | Descente | Descente | Super G | Super G | Slalom géant | Slalom géant | Slalom | Slalom | Combiné | Combiné |
| ---------------- | ---------------- | ------- | ------- | -------- | -------- | ------- | ------- | ------------ | ------------ | ------ | ------ | ------- | ------- |
| Année/Classement | Année/Classement | Class.  | Points  | Class.   | Points   | Class.  | Points  | Class.       | Points       | Class. | Points | Class.  | Points  |
| 2008             | 2008             | 124e    | 3       | -        | -        | 48e     | 3       | -            | -            | -      | -      | -       | -       |
| 2009             | 2009             | 105e    | 15      | -        | -        | 51e     | 2       | -            | -            | -      | -      | 34e     | 13      |
| 2010             | 2010             | 89e     | 44      | 42e      | 24       | 48e     | 8       | 41e          | 12           | -      | -      | 34e     | 8       |
| 2011             | 2011             | 86e     | 49      | 43e      | 12       | 34e     | 22      | 39e          | 15           | -      | -      | -       | -       |
| 2012             | 2012             | 90e     | 26      | 52e      | 1        | 35e     | 25      | -            | -            | -      | -      | -       | -       |
| 2013             | 2013             | 102e    | 14      | -        | -        | -       | -       | 44e          | 10           | -      | -      | 39e     | 4       |
| 2014             | 2014             | 15e     | 427     | 12e      | 164      | 8e      | 176     | 20e          | 87           | -      | -      | -       | -       |
| 2015             | 2015             | 27e     | 280     | 15e      | 152      | 15e     | 112     | 37e          | 16           | -      | -      | -       | -       |
| 2016             | 2016             | 17e     | 490     | 11e      | 218      | 10e     | 215     | 29e          | 63           | -      | -      | 20e     | 44      |
| 2017             | 2017             | 22e     | 383     | 11e      | 175      | 10e     | 156     | 31e          | 38           | -      | -      | 36e     | 14      |

### Coupe d'Europe
- 2 victoires en descente.

### Championnats de Suède
- 2 titres en combiné : 2008 et 2016.
- 2 titres en descente : 2009 et 2014.
- 4 titres en super G : 2009, 2010, 2014 et 2016.
- 3 titres en slalom géant : 2009, 2010 et 2016.